# Erik Viborg

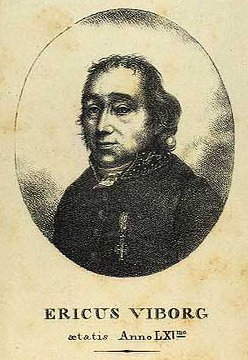
Erik Viborg (1820).

Erik Nissen Viborg, född 5 april 1759 i Bedsted, Sønderjylland, död 25 september 1822 i Köpenhamn, var en dansk veterinär och botaniker, farbror till Carl Viborg.
Viborg blev student 1777, men studerade 1780 veterinärvetenskap under Peter Christian Abildgaard samt blev 1783 lärare vid veterinärskolan i Köpenhamn och dessutom samma år vid Botanisk Have. 
Åren 1797-1801 var han professor vid Köpenhamns universitet i botanik, blev 1801 föreståndare för veterinärskolan och hade samtidigt ledningen av stuteriet vid Frederiksborgs slott. 
Han medverkade i hög grad till förbättrad veterinärutbildning och dessutom om flygsandens hejdande och var 1790 inspektör för de därmed sysselsatta tjänstemännen. 
Han skrev viktiga arbeten om hästaveln och om hästsjukdomar samt om fåraveln och den dittills ringaktade svinskötseln (en skrift härom 1804 översattes till svenska och till flera andra språk). 
Som botaniker utgav han en skrift om sandväxterna (1788) och visade stor iver att finna systematiska danska namn för inhemska växter (1793).
Tre växtsläkten uppkallades efter honom Viborgia. Han blev ledamot Videnskabernas Selskab 1791, av Vetenskapsakademien i Stockholm 1816 och av flera andra lärda samfund.